# أبهيناش باتاشاريا
د. أبهيناش شاندرا باتاشاريا كان زعيمًا مهمًا في الحركة الثورية لاستقلال الهند أو وطنيًا هنديًا راديكاليًا عرف بدوره في المؤامرة الهندية الألمانية أثناء الحرب العالمية الأولى. ولد باتاشاريا في «شونتا» بولاية ترايبورا في الهند، واشترك أثناء شبابه في أعمال جمعية أنوشيلان ساميتي (جمعية الثقافة الذاتية).
في عام 1910، استمر أبهيناش شاندرا باتاشاريا في ألمانيا للتأهل ككيميائي في «جامعة هاله» المتميزة، المعروفة حاليًا
بـ «جامعة مارتن لوثر». وحصل على شهادة الدكتوراه في الكيمياء من هناك.
وخلال فترة إقامته في ألمانيا، اشترك باتاشاريا مرة أخرى في الحركة القومية الهندية هناك، إحياء لمعارفه القديمة المكتسبة أثناء فترة اشتراكه في جمعية أنوشيلان. وكان في ذلك الوقت مقربًا من فيريندراناث تشاتوباديايا وهاريش شاندرا وأصبح، من خلال معرفته بوزير الداخلية البروسي، أحد الأعضاء الرئيسيين المؤسسين لجنة برلين التي اشتركت أثناء الحرب في عدد من الخطط الفاشلة للقيام بثورة قومية داخل الهند وتمرد الجيش الهندي.
عاد إلى الهند في عام 1914، وأسس مصنعًا كيميائيًا يعرف باسم «مختبر الأعمال الكيميائية التقنية المحدود» في كالكوتا. وهو معروف بـ «رائد الكيمياء الصناعية»، ومارس خلال حياته العديد من الأعمال الاجتماعية، وساهم بالعديد من المقالات حول حركة التحرر في الصحف الرائدة في كالكوتا. وألف كتابين عن حركات التحرر في الخارج.
توفي باتاشاريا في ريشرا بمقاطعة هوجلي في البنغال الغربية
عام 1962.